# Дигестор
Дигестор или капела је део лабораторијске опреме за вентилацију који се користи током рада са токсичним гасовима. То је део лабораторијског радног простора, опремљен водом и струјом, у коме се одржава константа интензивна вентилација, тако да експериментатор безбедно може изводити експерименте са токсичним хемикалијама.
Дигестори се по правилу налазе уз зидове лабораторије. Простор испод радне површине дигестора се углавном користи за складиштење хемикалија. Дигестори могу бити направљени од дрвета и стаклене преграде, или у новије време од других материјала.
Потреба за дигесторима се указала од самог почетка експериментисања и претеча дигестора су били адаптирани својеврсни димњаци. Најстарији дигестор је конструисао амерички председник Томас Џеферсон, у периоду 1822-1826. године, а његова лабораторија је била тајна и његов хемијски рад није био објављен у јавности. Први Хемијски факултет који је имплементирао дигесторе у своје просторије у облику у каквом се и данас углавном користе је на Техничком универзитету у Гдањску, Пољска, 1904. године. 

## Начин употребе
На предњој страни дигестора налази се покретна стаклена преграда, која се по потреби отвара или затвара. Правилан начин употребе је такав да лаборант стоји, евентуално, у изузетним случајевима седи испред дигестора. Руке се налазе унутар дигестора, горњи део тела и глава ни у ком случају. Апаратура се поставља што је даље могуће унутар дигестора, али да буде доступна за рад лаборанту. Пре почетка рада, обавезно је укључити вентилацију у дигестору. Током рада у дигестору, препоручује се употреба заштитних наочара и рукавица.
Преграда треба буде спуштена таман толико да омогући несметану манипулацију рукама унутар дигестора, јер би сувише подигнута преграда драстично смањила ефикасност вентилације. Самим тим, токсичне хемикалије би доспеле прво до лаборанта који стоји за дигестором, а раширили би се и по целој просторији, угрозивши безбедност свих експериментатора у хемијској лабораторији. 
Поред токсичних гасова, рад са лако испарљивим или запаљивим хемикалијама се такође изводи у дигесторима. У дигестору се хемикалије одлажу само привремено у току експеримента и није добра пракса користити га за њихово трајно складиштење. 

## Посебне врсте дигестора
Дигестори у боље опремљеним хемијским лаборатријама пружају додатне могућности у раду, јер су снабдевене и доводом инертног гаса, топле воде, водене паре, вакуум линијом  и слично. 
Граница рада у дигестору у класичној хемијској лабораторији је рад са нарочито опасним (токсичним) супстанцама. Оне захтевају коришћење или складиштење у специјалним просторијама, тзв. собама за отрове. У таквим просторијама, постоје посебни дигестори, чији је начин руковања налик рада у обичним дигесторима, с тим што поседују знатно интензивнију измену вездуха, а и вентилација у самим просторијама је ефикаснија.
- Класичан дигестор.
- Дигестор спреман за рад.
- Дрвени дигестор на Техничком универзитету у Гдањску, који датира из 1904. године, практично је и данас у употреби.
- Рад у дигестору.
- Простор испод дигестора за складиштење хемикалија.